# Thomas Culpeper
Denna artikel handlar om hovmannen, för Virginiaguvernören, se Thomas Colepeper, 2:e baron Colepeper

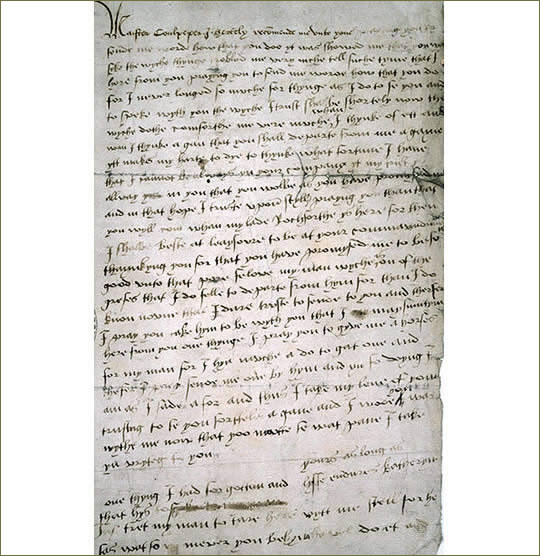
Brev från Katarina Howard till Thomas Culpeper.

Thomas Culpeper, född omkring 1514, död 10 december 1541 i London, var en engelsk hovman under Henrik VIII:s tid. Han är främst känd för att ha varit älskare till drottning Katarina Howard, för vilket han också blev avrättad.

## Biografi
Thomas Culpeper var en avlägsen släkting till familjen Howard, som var en mycket mäktig familj. De hade särskilt stort inflytande efter kardinal Thomas Wolseys fall 1529 och under Anne Boleyns tid som drottning 1533–1536, eftersom hon var en av deras kusiner. Culpeper tycks ha börjat i kunglig tjänst under Annes tid, även om det inte finns några källor som visar på att han träffat varken Anne Boleyn eller Jane Seymour, vilket tyder på att hans betydelse inte var särskilt stor förrän efter 1537.

### Hovman
Culpeper var enligt vad som påstås mycket attraktiv. Han beskrevs som "en vacker yngling" och han var en av kungens gunstlingar. Han blev en av de hovmän som hjälpte till vid påklädning och sov ofta i Henriks sovrum. Han ingick i det följe som hälsade Henriks tyska brud Anna av Kleve välkommen då hon anlände till England för att gifta sig 1540.
Culpeper hade dock också en mer obehaglig personlig historik. År 1539 eller 1540 dömdes han för våldtäkt och mord då han släpat in en parkskötares hustru i några buskar och låtit sina män hålla fast henne medan han våldtog henne. Då en man försökte komma till kvinnans undsättning dödade Culpeper honom. Henrik VIII benådade honom och behandlade den händelsen som om det vore ett skämt.
År 1540 blev Henriks nya brud Katarina Howard intresserad av Culpeper. Under 1541 tillbringade de tid tillsammans, ofta ensamma och sent på natten, med hjälp av Katarinas hovdam lady Jane Rochford.

### Arrestering och rättegång
Historier om drottningens föräktenskapliga indiskretioner med Henry Manox och Francis Dereham kom till ärkebiskop Thomas Cranmers kännedom genom Mary Lascelles. Under Cranmers undersökningar upptäckte han rykten om en affär mellan den tonåriga drottningen och Culpeper.
Francis Dereham förhördes under tortyr och bekände att han hade ingått en hemlig trolovning med Katarina före hennes giftermål med kungen, men påstod att han inte hade haft ett förhållande med henne sedan hon gift sig med kungen; under tortyr angav han istället Thomas Culpepper som Katarinas älskare under hennes äktenskap.
Culpeper arresterades och utfrågades. Ett kärleksbrev från Katarina till Culpeper påträffades i Culpepers bostad och blev det bevis Cranmer letat efter. 
Liksom många adelsdamer under denna tid anlitade Katarina vanligen professionella skrivare istället för att skriva själv, och när hon skrev ett kärleksbrev och alltså var tvungen att skriva personligen, var hennes skrivstil mycket dålig. 
Hon skrev bland annat: 
"Jag önskar att ni vore hos mig nu så ni kunde se vilket besvär jag gör mig med att skriva till er [...] Jag hörde att ni var sjuk och har aldrig längtat så mycket efter någonting som att se er [...] Mitt hjärta brister när jag inte alltid får vara i ert sällskap. [...]"
Hon tackade Culpepper för att han lovade att vara snäll mot kungen, och bad honom komma till henne när hennes hovdam Lady Rochford var i tjänst, "ty då har jag mest tid att stå till ert förfogande" och undertecknade brevet med: "Er så länge livet varar - Katheryn." 
Det är obekräftat huruvida parets relation fullbordats sexuellt, men brevet ger i alla fall en tydlig bild av Katarinas känslor för Culpeper. Det har spekulerats om Culpepers känslor för Katarina. Henrik hade dålig hälsa och tronarvingen Edvard var liten; att vara drottningens gunstling skulle utan tvekan satt Culpeper i en stark position.
Flera ur Katarinas personal vittnade om att drottningen hade haft ett förhållande med Culpeper. Det främsta vittnesmålet var det som gavs av hovdamen Jane Boleyn, Lady Rochford. Bland annat hade Katarina och Culpeper tillbringat två nätter i rad ensamma med varandra i Lincoln till två på morgonen; Jane Boleyn uppgav att hon var övertygad om att paret hade haft samlag, men att hon inte hade insett detta när det skedde. Thomas Culpepper uppgav att Katarinas hovdam Jane Boleyn hade uppmuntrat honom att begå äktenskapsbrott med drottningen och hade hjälpt dem att mötas ensamma, och han erkände att han hade velat begå äktenskapsbrott med Katarina, men att de aldrig hade tagit steget fullt ut, och att han aldrig hade "känt henne köttsligen".
I december 1541 prövades Culpeper för förräderi tillsammans med Francis Dereham, som också anklagades för att ha haft en sexuell relation med drottningen, men i hans fall före hennes äktenskap med Henrik. 
Francis Dereham hade haft samlag med henne innan hon gifte sig med kungen, och Culpeper hade aldrig erkänt att han hade haft samlag med henne, enbart att han hade velat ha det, och han hade därför egentligen avrättats för sin avsikt att ha sex med drottningen, det vill säga försök till högförräderi.
De båda männen förklarades skyldiga och dömdes till döden. De skulle hängas, men bli nedskurna när de fortfarande levde, få inälvorna urskurna, halshuggas och styckade. Båda bad om att domen skulle mildras och Culpeper blev, troligtvis för att han tidigare stått kungen nära eller på grund av sin samhällsklass, bara halshuggen. Culpeper avrättades tillsammans med Dereham i Tyburn den 10 december 1541, och deras huvuden sattes upp för beskådan på London Bridge. Culpeper begravdes vid kyrkan St Sepulchre-without-Newgate i London. Katarina Howard och Jane Rochford avrättades den 13 februari 1542.